# Adam Alis
Adam Alis Setyano (sinh ngày 19 tháng 12 năm 1993) là một cầu thủ bóng đá người Indonesia hiện tại thi đấu ở vị trí tiền vệ cho Sriwijaya ở Liga 1.

## Sự nghiệp quốc tế
Anh ra mắt quốc tế cho đội tuyển quốc gia vào ngày 8 tháng 6 năm 2017, trước Campuchia.

## Thống kê sự nghiệp

### Câu lạc bộ
Tính đến 12 tháng 4 năm 2015.
| Câu lạc bộ          | Mùa giải            | Giải vô địch                    | Giải vô địch | Giải vô địch | Cúp Quốc gia | Cúp Quốc gia | Châu lục | Châu lục  | Khác    | Khác      | Tổng cộng | Tổng cộng |
| Câu lạc bộ          | Mùa giải            | Hạng đấu                        | Số trận      | Bàn thắng    | Số trận      | Bàn thắng    | Số trận  | Bàn thắng | Số trận | Bàn thắng | Số trận   | Bàn thắng |
| ------------------- | ------------------- | ------------------------------- | ------------ | ------------ | ------------ | ------------ | -------- | --------- | ------- | --------- | --------- | --------- |
| Martapura           | 2014                | Premier Division                | 18           | 2            | —            | —            | —        | —         | —       | —         | 18        | 2         |
| Martapura           | Tổng                | Tổng                            | 18           | 2            | —            | —            | —        | —         | —       | —         | 18        | 2         |
| Persija Jakarta     | 2015                | Indonesia Super League          | 1            | 0            | 0            | 0            | —        | —         | —       | —         | 1         | 0         |
| Persija Jakarta     | Tổng                | Tổng                            | 1            | 0            | 0            | 0            | —        | —         | —       | —         | 1         | 0         |
| East Riffa          | 2015–16             | Giải bóng đá ngoại hạng Bahrain | 6            | 0            | 0            | 0            | —        | —         | —       | —         | 6         | 0         |
| East Riffa          | Tổng                | Tổng                            | 6            | 0            | 0            | 0            | —        | —         | —       | —         | 6         | 0         |
| Tổng cộng sự nghiệp | Tổng cộng sự nghiệp | Tổng cộng sự nghiệp             | 25           | 2            | 0            | 0            | 0        | 0         | 0       | 0         | 25        | 2         |

### Quốc tế
Tính đến ngày 28 tháng 1 năm 2024
| Đội tuyển quốc gia | Năm  | Trận | Bàn |
| ------------------ | ---- | ---- | --- |
| Indonesia          | 2017 | 2    | 0   |
| Indonesia          | 2021 | 5    | 1   |
| Indonesia          | 2022 | 0    | 0   |
| Indonesia          | 2023 | 2    | 0   |
| Indonesia          | 2024 | 2    | 0   |
| Tổng               | Tổng | 11   | 1   |

### Bàn thắng quốc tế
| #  | Ngày                | Địa điểm                                  | Đối thủ     | Bàn thắng | Kết quả | Giải đấu |
| -- | ------------------- | ----------------------------------------- | ----------- | --------- | ------- | -------- |
| 1. | 25 tháng 5 năm 2021 | Trung tâm Triển lãm Jebel Ali, Dubai, UAE | Afghanistan | 2–3       | 2–3     | Giao hữu |

## Danh hiệu

### Arema
- Cúp Chủ tịch Indonesia: 2017

### Sriwijaya
- Cúp Chủ tịch Indonesia: 2018 Hạng ba

### Danh hiệu cá nhân
- Cầu thủ xuất sắc nhất Cúp Chủ tịch Indonesia: 2017

## Đời sống cá nhân
Adam Alis là người hâm mộ Inter Milan thời nhỏ, và đó là ước mơ của anh một ngày có thể thi đấu ở câu lạc bộ đó.